# Гонсалес Боррего, Лусия
Лусия Гонсалес Боррего (исп. Gonzalez Borrego Lucia; 15 января 2007) — испанская спортсменка, тяжелоатлетка, серебряный призёр чемпионата Европы 2025 года.

## Биография
Лусия Гонсалес с 2021 года принимает участие в международных состязаниях по тяжёлой атлетике. В 2023 году на юношеском первенстве Европы в категории до 49 кг стала победительницей с результатом 161 кг.
В 2024 году на юношеском первенстве мира в категории до 49 кг с результатом 169 кг завоевала золотую медаль. В этом же году на юношеском чемпионате Европы попробовала себя в категории до 55 кг и стала победительницей с результатом 170 кг. На юниорском чемпионате мира 2024 года в категории до 49 кг стала бронзовым призёром.
На чемпионате Европы 2025 года в Кишинёве завоевала серебряную медаль с итоговым результатом 173 кг. В упражнениях «рывок» (77 кг) и «толчок» (96 кг) показала второй результат.

## Достижения
Чемпионат Европы
| Результат | Вес      | Год  | Место соревнований | Рывок | Толчок | Общий вес |
| Серебро   | до 49 кг | 2025 | Кишинёв, Молдова   | 77,0  | 96,0   | 173,0     |